# Фиговский, Олег Львович
Фиго́вский Оле́г Льво́вич (род. 9 апреля 1940) — советский, российский изобретатель, доктор технических наук, специалист в области создания новых композитных материалов. Академик EAS, РИА и РААСН, почётный доктор КНИТУ, почётный профессор КГТУ, ВГАСУ и WSG, зав. кафедрой ЮНЕСКО «Green Chemistry». Автор более 500 изобретений (в том числе клея «Бустилат»).
Президент Израильской Ассоциации Изобретателей, директор по науке и развитию Международного нанотехнологического исследовательского центра «Polymate» (Израиль, 1998—2018) и компании «Nanotech Industries, Inc.» (Калифорния, США, 2009—2018), глава департамента по науке, почётный президент совета старейшин Альянса народов мира.

## Биография
В 1958 году пошёл работать в НИИ Мосстрой и создал свое первое изобретение («Пластасфальтовый бетон»).
1964 год — окончил технологический факультет Всесоюзного заочного инженерно-строительного института. Во время учёбы продолжал работать во время учёбы в НИИМосстрое; в этот период он написал книгу «Полиэфирные и полиуретановые смолы в строительстве» и создал более 25 изобретений, в том числе клей «Бустилат», выпускаемый более чем 20 предприятиями в СССР.
1971 год — окончил аспирантуру Московского инженерно-строительного института, после чего перешел в ЦНИИ Промзданий Госстроя СССР, где создал серию оригинальных составов и конструкций монолитных покрытий полов.
С 1981 года возглавил сектор неметалических материалов Межотраслевого научно-исследовательского комплекса «Антикор» ГКНТ СССР.
С 1991 года работает в Израиле, сначала как замдиректора Израильского коррозионного исследовательского института (Рамат Хашарон) и директор технологической компании «Polyadd» (Назарет Илит).
1991 год — удостоен учёной степени Doctor of Science (ICRI, Израиль).
1991 год — подтверждена учёная степень доктора наук (Министерство науки Израиля)
С 1998 по 2018 год — директор по науке и развитию Международного нанотехнологического исследовательского центра «Polymate» (Израиль).
С 2009 по 2018 год — директор по науке и развитию компании «Nanotech Industries, Inc.» (Калифорния, США).
В 2011 году избран почётным доктором Казанского государственного технологического университета.

## Научная и изобретательская деятельность
О. Л. Фиговский — специалист в области создания новых композиционных материалов (прежде всего, нанокомпозитов на основе полимерных, силикатных и металлических матриц). Созданные им новые технологические процессы получения наноматериалов освоены в промышленном производстве США, Канады и Израиля. В последние годы он уделяет большое внимание инновационным системам и инновационному инжинирингу.
Его работы в последние 30 лет были посвящены в основном созданию экологически безопасных материалов, в которых наноструктуры создаются в процессе формирования материала. Является автором более 600 публикаций, в том числе — более 20 монографий и справочников, трёх статей в Энциклопедии коллоидной и поверхностной химии (США). Имеет более 500 изобретений СССР, США, Японии, Канады, Германии, Израиля и Великобритании, в том числе 3 европейских патента. Руководил более 15 Ph.D. диссетационными работами.
О. Л. Фиговский — руководитель и приглашенный докладчик ряда международных конгрессов, конференций и симпозиумов в США, Японии, Китае, Германии, Португалии, Англии, Польше, России, Украине и Казахстане. Является главным редактором трёх международных журналов в США и Израиле, членом редколлегий пяти международных журналов в Польше, России и Украине. Постоянный автор журнала «Атомная стратегия».

## Членство и статусы в научных и иных организациях
- член Центрального правления Нанотехнологического общества России (2008),
- академик Европейской Академии Наук, Российской инженерной академии и Российской академии архитектуры и строительства[2];
- директор по науке и развитию «INRC Polymate» (Израиль);
- директор по науке и развитию «Nanotech Industries, Inc.» (Калифорния, США);
- зав. кафедрой ЮНЕСКО «Green Chemistry»;
- зав. кафедрой междисциплинарных знаний университета «Инновационная инженерия» (Москва, Россия);
- президент Израильской Ассоциации Изобретателей (IAI, c 1999);
- почётный доктор Казанского государственного химико-технологического университета (2011);
- почётный профессор Казанского государственного технического университета;
- почётный профессор Воронежского государственного архитектурно-строительного университета,
- почётный профессор и эксперт Высшей школы экономики (Wyższa Szkoła Gospodarki, Быгдощ, Польша)[2].
- почётный редактор журнала «International Letters of Chemistry, Physics and Astronomy»
- главный редактор научного журнала «Scientific Israel — Technological Advantages» (Израиль);
- главный редактор научного журнала «Innovations in Corrosion and Materials Science» (бывший «Recent Patents on Corrosion Science») (США);
- член редколлегий журналов «Chemistry & Chemical Technology», «Экология и жизнь», «Альтернативная энергетика и экология», «Нанотехнологии в строительстве».

## Награды
- Медаль имени Ласкаля ЕАЕН (2021).
- Лауреат «Albert Nelson Marquis Lifetime Achievement Award» (США, 2017, 2019[7]);
- медаль «Holy Land of Israel» (Израиль, 2017);
- орден «Антуан де Сент-Экзюпери» (Саров, Россия, 2017);
- орден «Инженерная слава» (за активное взаимодействие в решении межгосударственных проблем, способствующих развитию научной и инженерной деятельности, Россия, 2016):
- Лауреат «Presidential Green Chemistry Challenge Award» (США, 2015);
- Presidential Green Chemistry Challenge Award (США) (2015)[8];
- приз журнала «Знание — сила» за лучшую публицистическую статью года (2015);
- медаль «Leading Intellectual of the World» (Гарвард, США);
- NASA Nanotech Briefs®’ Nano50™ Award (Бостон, США, 2007);
- Golden Angel Prize (Будапешт, Венгрия, 2006);
- Диплом почётного члена Московского общества испытателей природы (Москва, Россия);
- золотая и серебряная медаль (IENA Exhibition, Нюрнберг, Германия, 1998);
- государственная премия Совета министров СССР (Россия);
- серебряная и золотая медали ВДНХ СССР (Россия, 1997, 1999)[4].

## Избранные работы
- Фиговский О. Л., Пенский О. Г. Люди и роботы. Москва : РУДН, 2021. 368 с.
- Фиговский О. Л., Пенский О. Г. Будущее начинается сегодня. Этюды о новых тенденциях в науке: научное издание / О. Л. Фиговский, О. Г. Пенский; Перм. гос. нац. исслед. ун-т. Пермь, 2021. 348 с.
- Encyclopedia of Surface and Colloid Science. Editor P. Somasundaran, N.Y., Taylor & Francis Group, CRC Press, 2006: O. Figovsky: Active Fillers for Composite Materials: Interaction with Penetrated Media. V. 1, pp. 94-96; O. Figovsky, L. Shapovalov: Cyclocarbonate Based Polymers Including Non-Isocyanate Polyurethane Adhesives and Coatings. V. 3, pp. 1633—1653; O. Figovsky: Polymeric Coating Interfaces. V. 6, pp. 4966-4972.
- O. Figovsky, V. Gumarov: Innovative Systems: Perspectives & Forecasts, Lambert Academic Publishing, 2019. 448 pages (in Russian).
- O. Figovsky, V. Gumarov: Innovative Systems: Advantages & Problems, Lambert Academic Publishing, 2018. 646 pages (in Russian).
- O. Figovsky, D. Beilin: Green Nanotechnology, Pan Stanford Publishing, 2017. 538 pages.
- P. Kudryavtsev, O. Figovsky: Sol-gel technology of porous composites, Lambert Academic Publishing, 2015. 468 pages (in Russian).
- P. Kudryavtsev, O. Figovsky: Nanomaterials Based on Soluble Silicates (in Russian), Lambert Academic Publishing, 2014. 248 pages
- O. Figovsky, D. Beilin: Advanced Polymer Concretes and Compounds. Taylor & Francis Group, CRC Press, 2013. 272 pages.
- I.A. Stepanov, N.Ya. Savel’eva, O. Figovsky: The Anticorrosion Service of Plants.(Антикоррозионная служба предприятий Metallurgizdat, Moscow, 1987. 240 pages (in Russian).
- O. Figovsky, V.V. Kozlov, A.B. Sholokhova at al.: Handbook of Adhesives and Gluing Mastics in Building (Справочник по клеям и мастикам в строительстве). Stroiizdat, Moscow, 1984. 230 pages (in Russian).
- V. Ya. Dolmatov, I. P. Kim, O. Figovsky at al.: The Floors of Industrial Buildings (Полы промышленных зданий). Stroiizdat, Moscow, 1978. 136 pages (in Russian).

### Публикации
- Professor Oleg Figovsky (персональный сайт).
- Агапов П. «Извлекайте прибыль из науки!» // Деловой интерес. 14.06.2018.
- Блог Олега Фиговского // Социально-инженерный парк «Будущая Россия».
- Богдановский Я. "Мир меняется, сегодня вы можете ездить… Олег Фиговский, профессор // Эхо Москвы в Перми. 9 июня 2018.
- Сатановский Е. Корнеевский С. Фиговский О. «В российских университетах не думают о будущем» // ВестиFM. 11 июля 2019.
- Фиговский Олег Львович // Запсибзолото. Совет директоров.
- Фиговский, Олег Львович // Ежевика. Еврейская Вики-энциклопедия.
- Фиговский Олег // Институт эволюционной экономики.
- Фиговский Олег Львович // Нанотехнологическое общество России.
- Фиговский Олег Львович // Научно-культурологический журнал «Regla».
- Фиговский О. Изобретения в стол. Почему в России нет инноваций? // Аргументы и факты. 02.08.2016.
- [www.famous-scientists.ru/12960/ Фиговский Олег Львович] // Энциклопедия «Известные учёные».
- Трокай М. Как ноу-хау приходят в мир? // Звезда. 20 июня 2018.

### Видео
- Наука и инновации в современной России // От двух до пяти с Евгением Сатановским. ВестиFM. 11 июля 2019.
- О науке и аспектах ее развития // От двух до пяти с Евгением Сатановским. ВестиFM. 12 февраля 2019.
- Олег Фиговский о женщинах-изобретательницах и инновациях // От двух до пяти с Евгением Сатановским. ВестиFM. 13 ноября 2018.
- Инновации способны сказку сделать былью // От двух до пяти с Евгением Сатановским. ВестиFM. 15 ноября 2018.
- Пожарная безопасность – вопрос обороны // От двух до пяти с Евгением Сатановским. ВестиFM. 5 мая 2018.
- «Технологий, с которыми Россия могла прорваться в будущее, было много» // От двух до пяти с Евгением Сатановским. ВестиFM. 11 февраля 2016.
- ТГУ лекция: Инновационные системы. Часть 1 // ТОЛК ТВ Тольяттинский государственный университет. 14 июня 2019.
- ТГУ лекция: Инновационные системы. Часть 2 // ТОЛК ТВ Тольяттинский государственный университет. 17 июня 2019.
- Прямой эфир со встречи с профессором Олегом Фиговским // Perm CCI. 7 июня 2018.
- Состояние науки и образования в России // ВестиFM. 09.10.2018.
- Олег Фиговский. Новые технологии наномебран // ПостНаука. 1 января 2014.
- Президент Израильской ассоциации изобретателей Олег Фиговский в ЕНУ // L.N.Gumilyov Eurasian National University. 18 декабря 2012.
- Олег Фиговский об интернет // Atner Yegorov. 7 июля 2010.
- Олег Фиговский о гражданском обществе // Atner Yegorov. 8 июля 2010.
- Олег Фиговский о солнечных батареях // Atner Yegorov. 8 июля 2010.